# Rise of Avernus
Rise of Avernus ist eine australische progressive Death-Doom- und Symphonic-Metal-Band aus Sydney, die 2011 gegründet wurde.

## Geschichte
Die Band wurde im Jahr 2011 von der Sängerin und Keyboarderin Catherine „Cat“ Guirguis und dem Gitarristen, Bassisten und Sänger Ben Vanvollenhoven als Studioprojekt gegründet. Anfang 2012 erschien in Eigenveröffentlichung eine erste selbstbetitelte EP, die aus drei Liedern besteht. Danach vervollständigten der Gitarrist Matthew Bell und der Schlagzeuger Andrew Craig die Besetzung. Es folgten nationale Auftritte, wobei sich der Aktivitätsradius der Gruppe teils bis nach Darwin erstreckte. Auch fungierte Rise of Avernus als Vorgruppe für Apocalyptica in Sydney und sie nahm im Oktober am in Sydney stattfindenden Teil des Whiplash Frestivals teil. Ende 2013 ging es mit Enslaved auf Tour durch Australien. Nachdem das Debütalbum L'Appel du vide im selben Jahr in Eigenveröffentlichung erschienen war, schlossen sich Auftritte im Jahr 2014 mit Kylesa an. Mitte des Jahres spielte die Band mit Septicflesh in Sydney, woraufhin Guirgius die Band verließ und sie durch Mary Lawton aka Mares Refalæða ersetzt wurde. 2018 erschien über Code666 Records das zweite Album Eigengrau.

## Stil
Laut Brian Giffin in seiner Encyclopedia of Australian Heavy Metal spielt die Band progressiven Doom Metal. Peter Mildner von Metal.de stellte fest, dass die Band auf L'Appel du vide orchestralen und progressiven Doom Metal spielt. Es klinge so, als hätte die Band „fett produzierte Gitarren, Gothic-Melodien, massig Konservenorchesterbombast, die damit einhergehende Epik, Female-Fronted-Vocals, männliche Growls und eine über das Gewöhnliche hinausgehende Komplexität durch den Mixer gejagt, um schlussendlich drölfzig tausend Ideen zu erhalten, die für sich genommen alle ganz nett klingen – zusammen aber noch lange kein ausgereiftes Album ergeben“ und wodurch es der Gruppe an einer eigenen Identität fehle. Die Geschwindigkeit der Songs bewege sich meist im mittleren Bereich. Trotz gelegentlicher Einsätze von Saxophonen und Industrial-Klängen im Stil von The Monolith Deathcult sowie sporadischen Ausflügen in den Symphonic Black Metal bewahre es die Musik nicht davor „als sehr ambitionierter aber leider gewöhnlicher, symphonischer Female-Fronted Gothic Metal durchzugehen“. Laut Andreas Schiffmann vom Rock Hard besteht Eigengrau aus „erfreulich kurzgefassten Doom-Death-Kleinodien in tristen Tönen“ und wirke dabei „von Gothic-Kitsch befreit, dem man in diesem Bereich leicht aufsitzt“. Die Band mache dabei auch von orchestralen Passagen Gebrauch.

## Diskografie
- 2012: Rise of Avernus (EP, Eigenveröffentlichung)
- 2013: L'Appel du vide (Album, Eigenveröffentlichung)
- 2015: Dramatis Personæ (EP, Code666 Records)
- 2018: Eigengrau (Album, Code666 Records)